# Аруба на Летњим олимпијским играма 2004.
Аруба се такмичила на Олимпијским играма 2004. одржаним у Атини, од 13. до 29. августа. Ово је било пето учешће Арубе на Олимпијским играма. Дебитовала је у Сеулу 1988.
Учествовала је са четворо спортиста (три мушкарца и једна жена) који су се такмичили у три спорта.
На свечаној церемонији отварања Игара 13. августа, националну заставу је носила пливачица Росхендра Фролајк, којој је ово било друго учешће на Летњим олимпијским играма. Она је најмлађи учесник Арубе на досадашњим олимпијским играма са 15 година и 324 дана које је имала на Олимпијским играма у Сиднеју 2000. године.
И после ових игара Аруба је остала у групи земаља које нису освајале ниједну олимпијску медаљу.

## Учесници по спортовима
| Спорт         | Мушкарци | Жене | Укупно |
| ------------- | -------- | ---- | ------ |
| Атлетика      | 1        | 0    | 1      |
| Дизање тегова | 1        | 0    | 1      |
| Пливање       | 1        | 1    | 2      |
| Укупно(3)     | 3        | 1    | 4      |

## Резултати по спортовима

### Атлетика

#### Мушкарци
Мушкарци
| Атлетичар Лични рекорд | Дисциплина | Квалификације | Квалификације | Четвртфинале     | Четвртфинале     | Полуфинале       | Полуфинале       | Финале           | Финале  | Детаљи |
| Атлетичар Лични рекорд | Дисциплина | Резултат      | Пласман       | Резултат         | Пласман          | Резултат         | Пласман          | Резултат         | Пласман | Детаљи |
| ---------------------- | ---------- | ------------- | ------------- | ---------------- | ---------------- | ---------------- | ---------------- | ---------------- | ------- | ------ |
| Peppie de Windt 10,98  | 100 м      | 11,02 ЛРС     | 6 у гр. 4     | Није се пласирао | Није се пласирао | Није се пласирао | Није се пласирао | Није се пласирао | 67/82   |        |

## Дизање тегова
Мушкарци
| Дизач тегова | Дисциплина | Трзај    | Трзај   | Избачај  | Избачај | Укупно | Пласман | Детаљи                                |
| Дизач тегова | Дисциплина | Резултат | Пласман | Резултат | Пласман | Укупно | Пласман | Детаљи                                |
| ------------ | ---------- | -------- | ------- | -------- | ------- | ------ | ------- | ------------------------------------- |
| Иснардо Фаро | - 94 кг    | 140      | 22      | 167,5    | 19      | 307,5  | 19 / 25 | Архивирано на веб-сајту (9. јул 2018) |

## Пливање
Мушкарци
| Пливач       | Дисциплина   | Група    | Група    | Полуфинале       | Полуфинале       | Финале           | Финале | Детаљи |
| Пливач       | Дисциплина   | Резултат | Место    | Резултат         | Место            | Резултат         | Место  | Детаљи |
| ------------ | ------------ | -------- | -------- | ---------------- | ---------------- | ---------------- | ------ | ------ |
| Дејви Бислик | 100 м делфин | 57,85    | 8 у гр 2 | Није се пласирао | Није се пласирао | Није се пласирао | 56/59  |        |

Жене
| Пливачица         | Дисциплина    | Група | Група     | Полуфинале        | Полуфинале        | Финале            | Финале  | Детаљи |
| Пливачица         | Дисциплина    | Време | Пласман   | Време             | Пласман           | Време             | Пласман | Детаљи |
| ----------------- | ------------- | ----- | --------- | ----------------- | ----------------- | ----------------- | ------- | ------ |
| Росхендра Фролајк | 50 м слободно | 28,43 | 3 у гр. 4 | Није се пласирала | Није се пласирала | Није се пласирала | 49/75   |        |